# Dağhacıyusuf, Alaşehir
Dağhacıyusuf là một xã thuộc huyện Alaşehir, tỉnh Manisa, Thổ Nhĩ Kỳ. Dân số thời điểm năm 2011 là 1.673 người.